# James Wilberding
James Grandison Wilberding (* 20. Jahrhundert) ist ein US-amerikanischer Philosophiehistoriker auf dem Gebiet der antiken Philosophie.
Wilberding studierte zunächst Studio Art und Philosophie sowie Mathematik an der University of Notre Dame im Bundesstaat Indiana, USA. Das Philosophiestudium schloss er mit dem B.A., das Mathematikstudium mit dem B.Sc. ab, beides im Jahr 1994. Es folgten zwei Auslandsaufenthalte an der Universität Bielefeld (1994–1996 und 1998–1999). Zum Promotionsstudium begab er sich an die University of Chicago, wo er 2003 bei Ian Mueller den PhD in Philosophie erwarb.
Von 2002 bis 2006 war er Assistant Professor am Williams College, unterbrochen durch eine visiting lecturership 2005 am King’s College London. Von 2007 bis 2010 war er Lecturer in Ancient Thought und Classics an der University of Newcastle upon Tyne und von 2010 bis 2018 Professor für antike und mittelalterliche Philosophie an der Ruhr-Universität Bochum. Seit 2018 ist er Professor für antike und gegenwärtige Philosophie an der Humboldt-Universität zu Berlin.
Wilberding arbeitet vor allem zum Neuplatonismus (Plotin, Porphyrios, Johannes Philoponos), aber auch zu Platon, Galen und dem byzantinischen Philosophen Michael von Ephesos.

## Schriften (Auswahl)
- Plotinus’ Cosmology: A Study of Ennead II.1 (40). Text, Translation and Commentary. Oxford University Press, Oxford 2006.
- Philoponus, Against Proclus on the Everlastingness of the World, Books 12–18, translation and notes by James Wilberding (Ancient Commentators on Aristotle, hrsg. von R. Sorabji). Duckworth 2006.
- Porphyry, To Gaurus on How Embryos are Ensouled and On What is in Our Power. Translation with Introduction and Notes by James Wilberding (Ancient Commentators on Aristotle, hrsg. von R. Sorabji). Bristol Classical Press 2011.
- mit Christoph Horn (Hrsg.): Neoplatonism and the Philosophy of Nature. Oxford University Press, Oxford 2012.
- mit Peter Adamson, Rotraud Hansberger (Hrsg.): Philosophical Themes in Galen. Bulletin of the Institute of Classical Studies, 2014.
- Forms, Souls and Embryos. Neoplatonists on Human Reproduction. Routledge Press, 2016.
- mit Jana Schultz (Hrsg.): Plato’s Non-Rational Soul (Logical Analysis and History of Philosophy, Band 20). Mentis, 2017.
- Lloyd P. Gerson (Hrsg.): Plotinus. The Enneads. Translated by George Boys-Stones, John M. Dillon, Lloyd P. Gerson, Richard A. H. King, Andrew Smith and James Wilberding. Cambridge University Press, Cambridge 2018.
- Michael of Ephesus on Aristotle’s Nicomachean Ethics 10. Translated with introduction and notes by James Wilberding and Julia Trompeter (Ancient Commentators on Aristotle, hrsg. von R. Sorabji). Bloomsbury 2018.